# 傑拉巴

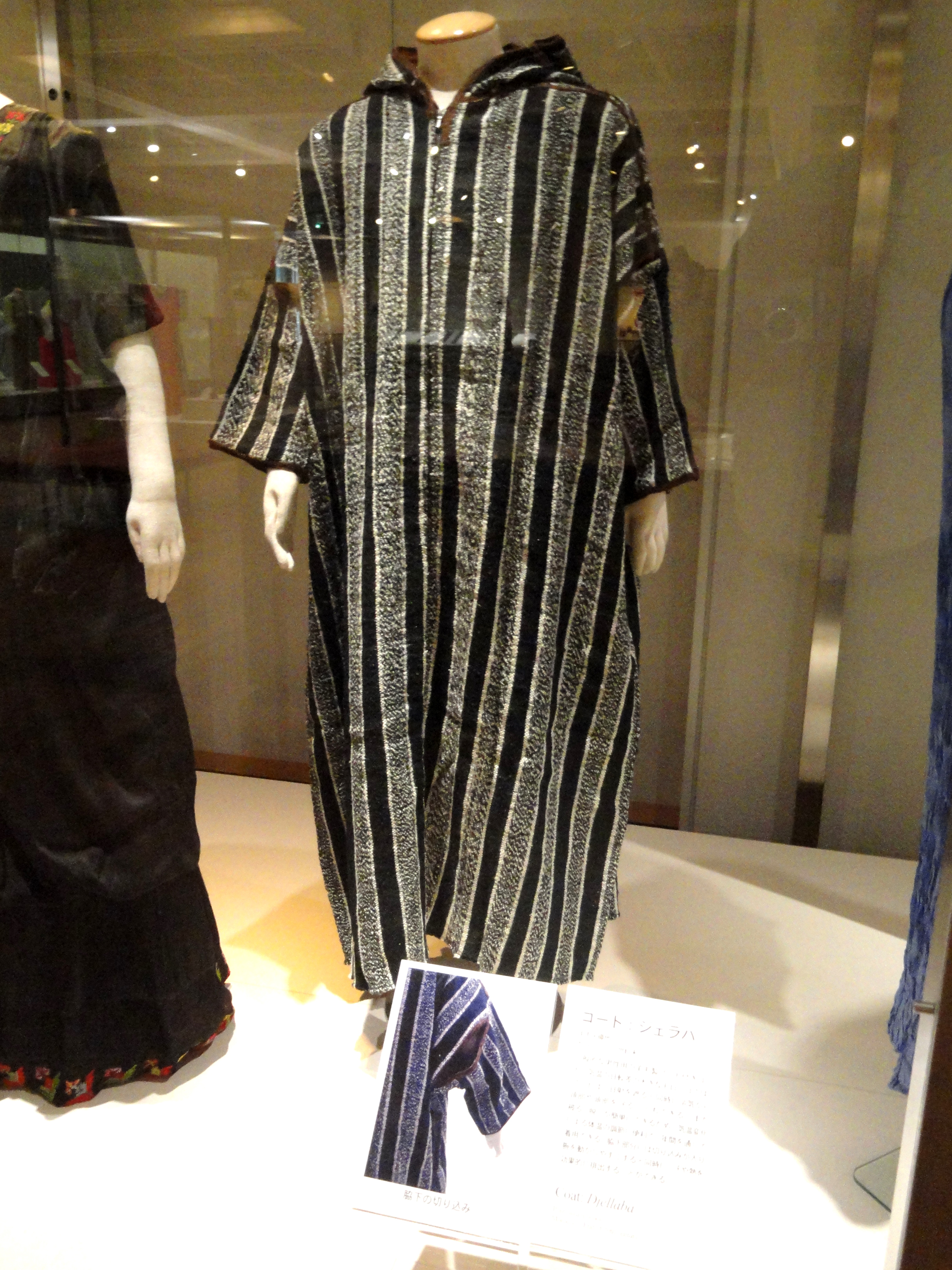
傑拉巴

傑拉巴（/dʒɪˈlɑːbə/ ；阿拉伯语：جلابة；柏柏尔语： aselham） ，是一种寬鬆的中性长袖长袍或全袖连衣裙，流行於北非马格里布地区。
在阿尔及利亚中部和东部，它被称为qeššaba或qeššabiya 。摩洛哥的山区居民称之为tadjellabit ，这是柏柏尔化的形式。 

## 词源
djellaba是法語，源自阿拉伯語jallāba ，是jallābīya的變體（最初的意思是「商人穿的服裝」）。 另外jallābīya來自jallāb 、貿易商或進口商；最終來自jalaba ，表示帶來、吸引、獲取或進口。 
莱因哈特·多齐的理论认为，djellaba 最初指“奴棣的服装”，即奴隶贩子的服装，但這一理論被威廉·馬爾賽所反駁，他提出將djellaba視為djilbab的變體。在古代阿拉伯語中，djilbab指的是披肩服裝，儘管djellaba是縫製而非披肩的。他指出，在阿曼，gillab的形式指的是婦女的面紗。在摩洛哥和阿曼中，首個字母”b“都消失了。至於qeššabiya，Georges Séraphin Colin認為這個名字是拉丁語gausapa的變形，這個術語在Adrar地區以gosaba的形式保存，指的是襯衫。 

## 概覽

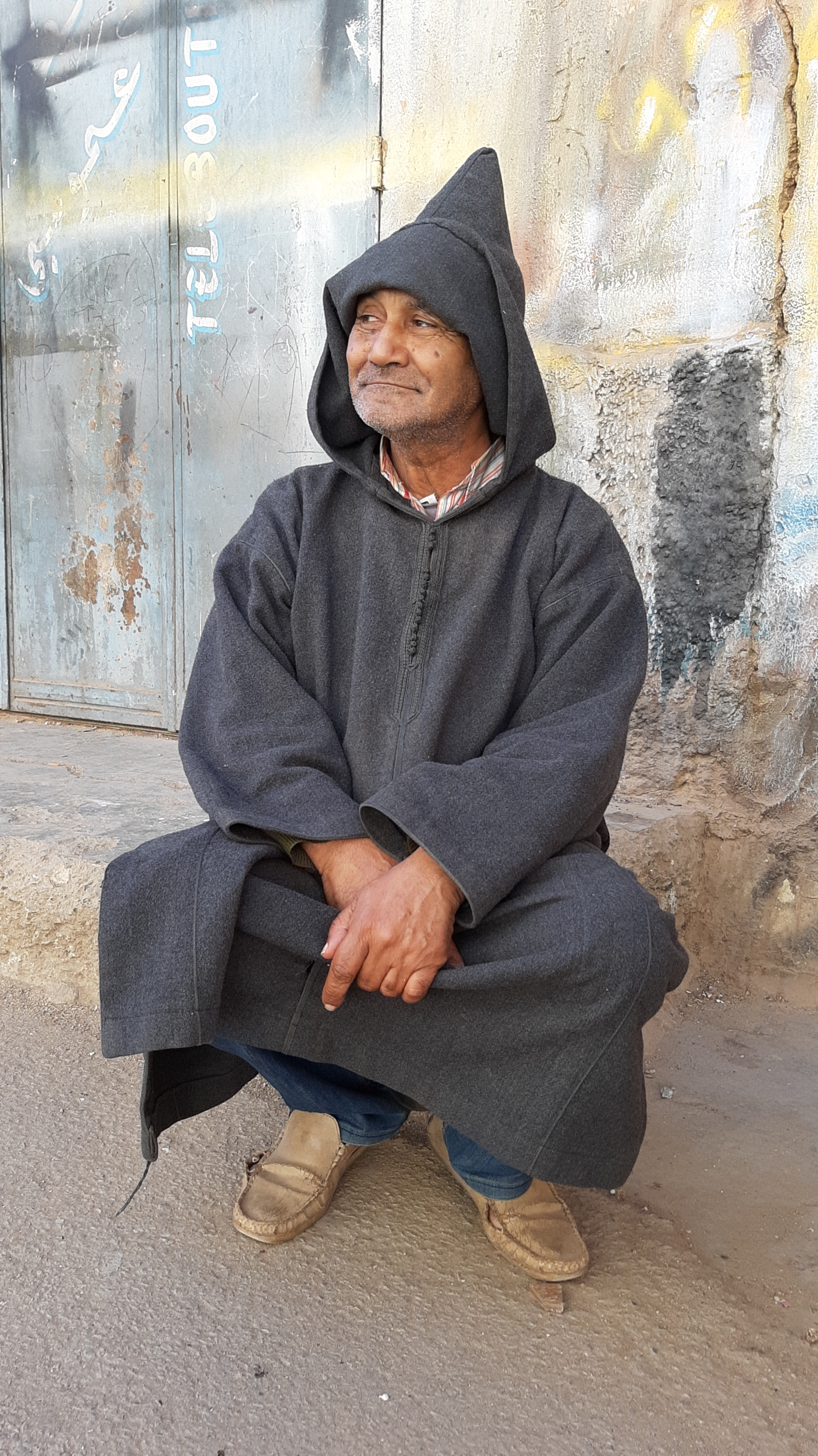
穿着傑拉巴的摩洛哥男子

傳統上，傑拉巴通常由羊毛製成，具有不同的形狀和顏色，但現在也流行輕便的棉質傑拉巴。在柏柏尔人（或伊馬齊格人）中，比如阿特拉斯山脈的伊米爾希爾人，傑拉巴的顏色傳統上代表著穿著者的婚姻狀態（單身或已婚）：深褐色的傑拉巴表示未婚。 
传统上，长袍会垂到地面，但轻型长袍稍微較修身且較短。男性通常在宗教慶典和婚禮上穿著淺色傑拉巴，有時會搭配傳統的阿拉伯紅色非斯帽和柔軟的黃色巴步什（阿拉伯語中稱為balgha）拖鞋。
几乎所有男女款的 傑拉巴都配有一个宽松的兜帽，称为qob （阿拉伯语：قy），在後方尖角處收束形成一個點。兜帽十分重要，用以保护穿著者免受阳光照射，早期亦用作防沙工具，防止沙漠强风將沙子吹到穿著者的脸上。在寒冷的气候下，例如在摩洛哥的山区，它还具有与冬帽相同的功能，可以防止头部热量散失，并保护面部免受雪和雨的影响。在温暖的天气里，宽敞的兜帽會被用作口袋，用以裝面包或杂货袋。
傳統的傑拉巴通常由兩種材料製成：夏季穿著的棉質材料和冬季穿著的粗羊毛。這種羊毛通常是從周圍山區的羊身上獲得的。傑拉巴的鈕扣一般是在巴里爾鎮製造的。 

## 另見
- 卡夫坦
- 塔利特